# Emilio Quintanilla Buey
Emilio Quintanilla Buey (Juneda, Lérida 1932) es un poeta y escritor español.

## Biografía
Quintanilla Buey vivió su niñez entre Cataluña, País Vasco, Galicia y Castilla y León. En Venta de Baños (Palencia) transcurrió su adolescencia y su juventud. En 1955 su actividad profesional le llevó a tierras aragonesas, y en 1964 a Madrid. Autor de alguna publicación técnica en el área empresarial de los recursos humanos, es a finales de la década de 1990 cuando, abandonadas ya sus ocupaciones laborales, se instala en Zaragoza, donde se dedica por entero a la poesía, el relato, la novela y algún ensayo. Desde entonces viene cosechando éxitos y premios que le sitúan entre los autores españoles más galardonados. Desde agosto de 2022 ha fijado su residencia en Valladolid.
Su aparición en el panorama literario español es relativamente reciente. Prácticamente toda su obra literaria ha sido publicada ya en el siglo XXI.

## Obra y premios

### En poesía
- Premio Ibercaja, Zaragoza, 1999;
- Premio Luis Cernuda, Sevilla, 2001;
- Premio Vicente Aleixandre, Madrid, 2002;
- Premio Esquío (finalista) Ferrol, 2003;
- Premio Viriato, Toledo, 2004;
- Premio Amantes de Teruel. Teruel, 2004
- Premio José Chacón. Alcalá de Henares, 2005;
- Premio Manuel Alcántara (Málaga) 2006
- Premio Carmen Arias, Ciudad Real, 2007;
- Premio Aldaba (accésit) 2007;
- Premio Villa de Sonseca, 2007;
- Premio Luis López Anglada, Ávila, 2007;
- Premio Ciudad de Jerez, 2008;
- Premio Villa de La Roda (Albacete) 2008;
- Premio Fray Luis de León (finalista) 2009;
- Premio Ciudad de Ceuta (finalista) 2009;
- Premio Ángel García López - Villa de Rota (finalista) 2009.
- Premio Antonio Machado (Premios del Tren) Accésit 2010
- Premio "Santa Isabel de Aragón", Diputación de Zaragoza, 2011
- Premio Jaén (finalista) 2013
- Premio "García Lorca" (2º premio) Barcelona, 2016
- Premio BÚHO 2013 de la Asociación Aragonesa de Amigos del Libro, por toda su trayectoria literaria
- Premio IMÁN 2014, concedido por la Asociación Aragonesa de Escritores.

### En prosa
- Premio de relato Junta de Extremadura, 2001;
- Premio Alberto Magno de Ciencia ficción, Bilbao, 2003;
- Premio "Cuentos sobre ruedas", Madrid, 2003;
- Premio "Villa de Benasque" de narrativa autores aragoneses, 2009;
- "Premios del Tren" 2009 (accésit).
- Premio "Giralda" de Novela corta. Sevilla, 2011
- Finalista Premio de novela histórica Ciudad de Valeria (Cuenca, 2011).

## Actividad
Quintanilla Buey ha sido Vicepresidente de la Asociación Aragonesa de Escritores (Zaragoza) y miembro de la Directiva de la Asociación Aragonesa de Amigos del Libro (Zaragoza). Asiste con asiduidad y da recitales en varios círculos literarios de Castilla y León, y colabora en algunas publicaciones poéticas. Ha sido vicepresidente del Club Cultural 33 (Zaragoza). Está divulgando en diversos foros su serie audiovisual "Acércate a la poesía" compuesta de cuatro charlas didácticas donde se aborda la evolución de la poesía española desde sus orígenes conocidos hasta las últimas tendencias. Alguno de sus poemas ha sido musicalizado.